# Omroep Gelderland

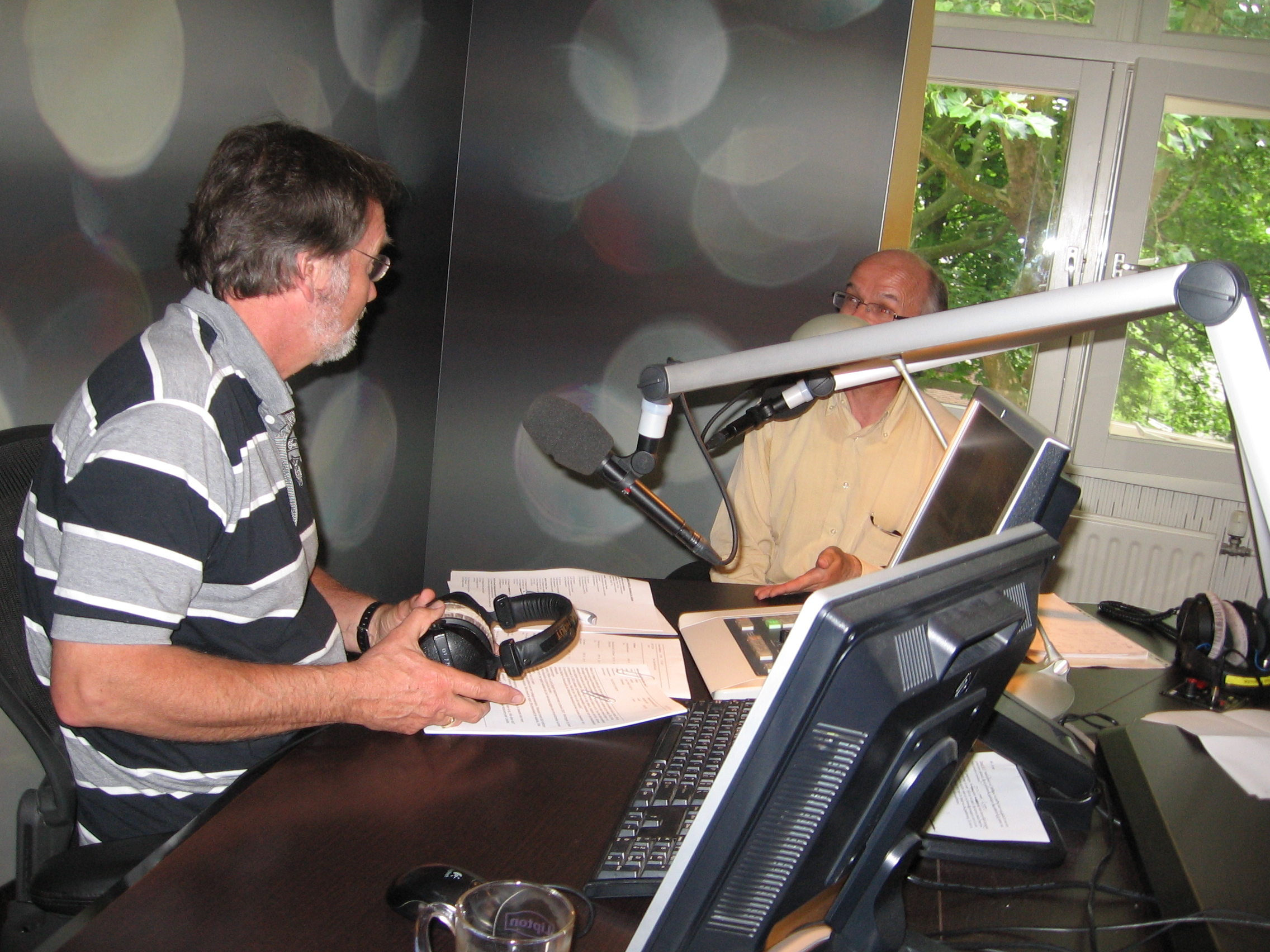
Peter van den Hout van Omroep Gelderland doet een interview, 2013

Omroep Gelderland is de regionale publieke omroep en rampenzender van de Nederlandse provincie Gelderland en bestaat uit Radio Gelderland, TV Gelderland en GLD.nl. TV Gelderland wordt dagelijks door 245.000 mensen in de provincie bekeken.
De omroep werkte in 2021 met ongeveer 172 medewerkers, vanuit de studio's in provinciehoofdstad Arnhem. De zender werd op 1 mei 1985 opgericht. De omroep is voortgekomen uit Radio Oost die behalve voor de provincie Overijssel ook de regionale zender voor Gelderland was.
Omroep Gelderland is landelijk te ontvangen via kabel, DSL en glasvezel. Verder is de zender te zien op een gedeeld kanaal via het DVB-T-netwerk van Digitenne, en via de satelliet in het familiepakket van Canal Digitaal.

## TV Gelderland
Het belangrijkste programma is het GLD Nieuws. Dit nieuwsprogramma duurt ongeveer 15 minuten en wordt uitgezonden om 17.00 uur en rouleert elk uur gedurende de gehele avond. De presentatie is in handen van onder anderen Erik van der Pol, Sonja Booms en Jasper Lindner. Bekende mediapersoonlijkheden die regelmatig op Omroep Gelderland te zien zijn, of een eigen programma hebben, zijn Harm Edens, Jochem van Gelder en Jan de Hoop.

## Radio Gelderland
Het radiostation maakt nieuws-, informatie- en muziekprogramma's voor een zo groot mogelijke groep Gelderlanders. Rond de middag zijn een aantal radioprogramma's live op TV Gelderland te volgen. Dagelijks weten 125.000 luisteraars tussen de 18 en 75 jaar Radio Gelderland te vinden. Met een marktaandeel van 9,1% is Omroep Gelderland een van de best beluisterde radiozenders van Nederland.

## GLD.nl
Omroep Gelderland publiceert het regionale nieuws ook op internet. Naast de website gld.nl zijn er ook mobiele telefoonapplicaties en applicaties voor de iPad en Androidtablets. Ook op sociale media is de omroep actief met een Twitterprofiel en een eigen Facebookpagina. Zij kiezen ervoor om al het nieuws eerst online te publiceren en dan pas geschikt te maken voor radio en televisie.
Op de website gld.nl wordt het nieuws in de Gelderse streken in de secties Arnhem en Omstreken, Rijk van Nijmegen, Achterhoek, Gelderse Vallei, Rivierengebied, Stedendriehoek, Noord-Veluwe en Liemers onderverdeeld.

## Bekende (oud-)medewerkers
Omroep Gelderland heeft diverse medewerkers of voormalig medewerkers waarvan een aantal landelijke bekendheid verwierven.
- René Arendsen
- Margreet Beetsma
- Jordi Bloem
- Tom Blomberg
- Marlies Claasen
- Klaas Drupsteen
- Frans Duijts
- Harm Edens
- Boyan Ephraim
- Ad van Gameren
- Jochem van Gelder
- Mart Grol
- Jan de Hoop
- Astrid de Jong
- Rob Kleijs
- Roosmarijn Knol
- Cindy de Koning
- Bert Kranenbarg
- Joris Linssen
- Henk Mouwe
- Carrie ten Napel
- Alberto Radstake
- Arie Ribbens
- Art Rooijakkers
- Renate Schutte
- Bas Steman
- Thomas Spekschoor
- Jesse Sprikkelman
- Rob Trip
- Marcel Vermeer
- Jan Versteegt
- Dennis Wilt

## Samenwerkingen
Omroep Gelderland werkt samen met verschillende regionale omroepen in de provincie. 
- 1Achterhoek
- A1 Mediagroep
- Extra FM
- GL8
- Loco Media Groep
- LOEmedia
- Omroep Berg en Dal
- omroep Lingewaard
- Radio Ideaal
- REGIO8
- RN7 (omroep)
- RTV 794
- RTV Connect
- RTV Hattem
- RTV Nunspeet
- RTV Rijnstreek
- SRC
- Studio Rheden
- VoorstVeluwezoom
- Xon

## Huidige programma's televisie
- GLD Nieuws
- Regioned
- Schatgraven
- Ridders van Gelre - Met René Arendsen en Bas Steman
- Een wagen vol verhalen
- Gelderland op de weg
- Tuinen van Kleijs
- Buitengewoon
- Trots op Gelderland
- Plaats Delict (voorheen Bureau GLD) in samenwerking met RTV Oost
- Groeten uit Gelderland
- Christines Cultuursnack
- Clubgenoten
- Door het ijzer gespaard
- Harm in uitvoering
- Gelderse Koppen
- In Gelderland Live
- Krüger komt helpen
- Gelderland Helpt
- Zomer in Gelderland
- 4Daagse Journaal
- De weg van de bevrijding
- Gemaakt in Gelderland
- Gelders Goud
- Evenementen TV
- I Love De Achterhoek